# Papyrus 101
Papyrus 101 (nach Gregory-Aland mit Sigel {\displaystyle {\mathfrak {P}}}101 bezeichnet) ist eine frühe griechische Abschrift des Neuen Testaments. Dieses Papyrusmanuskript des Matthäusevangeliums enthält nur die Verse 3,10-12; 3,16-4,3. Mittels Paläographie wurde es auf das 3. Jahrhundert datiert.

## Text
Der griechische Text des Kodex repräsentiert den alexandrinischen Texttyp.

## Aufbewahrungsort
Die Handschrift wird zurzeit im Ashmolean Museum unter der Signatur P. Oxy. 4401 in Oxford aufbewahrt.

### Abbildungen
- P.Oxy.LXVI 4401 "POxy: Oxyrhynchus Online"
- {\displaystyle {\mathfrak {P}}}101 recto
- {\displaystyle {\mathfrak {P}}}101 verso

### Offizielle Registrierung
- „Fortsetzung der Liste der Handschriften“ Institut für Neutestamentliche Textforschung, Universität Münster. (PDF-Datei; 147 kB)